# 서배너 인디언스
서배너 인디언스(Savannah Indians)는 미국 조지아주 서배너를 연고지로 했던 마이너 리그 베이스볼 팀이다. 1904년부터 1915년까지, 1936년부터 1942년까지, 1946년부터 1960년까지, 1962년에 사우스 애틀랜틱 리그에 속해 있었다. 그 이외에도 1926년부터 1928년까지 사우스이스턴 리그에, 1968년부터 1970년까지 서던 리그에 속해 있었다. 홈구장은 1926년부터 1970년까지 그레이슨 스타디움을 사용했다.

## 역대 주요 선수
- 조 애스트로스
- 조 애저
- 진 비어든
- 돈 뷰퍼드
- 레오 카르데나스
- 돈 클렌데논
- 리퍼 콜린스
- 아트 디트마르
- 밥 엘리엇
- 닉 에텐
- 커트 플러드
- 토비 하라
- 슈리스 조 잭슨
- 알렉스 켈너
- 알 맥빈
- 진 마이클
- 벅스 레이먼드
- 쿠키 로하스
- 코니 라이언
- 밥 왓슨